# Stintino
Stintino ist eine Gemeinde in der Metropolitanstadt Sassari auf der italienischen Insel Sardinien mit 1529 Einwohnern (Stand 31. Dezember 2023). Es befindet sich ungefähr 200 km nordwestlich von Cagliari und ungefähr 35 km nordwestlich von Sassari.
Die Nachbargemeinde ist Sassari.
Die Gemeinde wurde 1885 von 45 Fischerfamilien von der nördlich gelegenen Insel Asinara gegründet und erlangte am 10. August 1988 die Unabhängigkeit von der Stadt Sassari.

Stintino
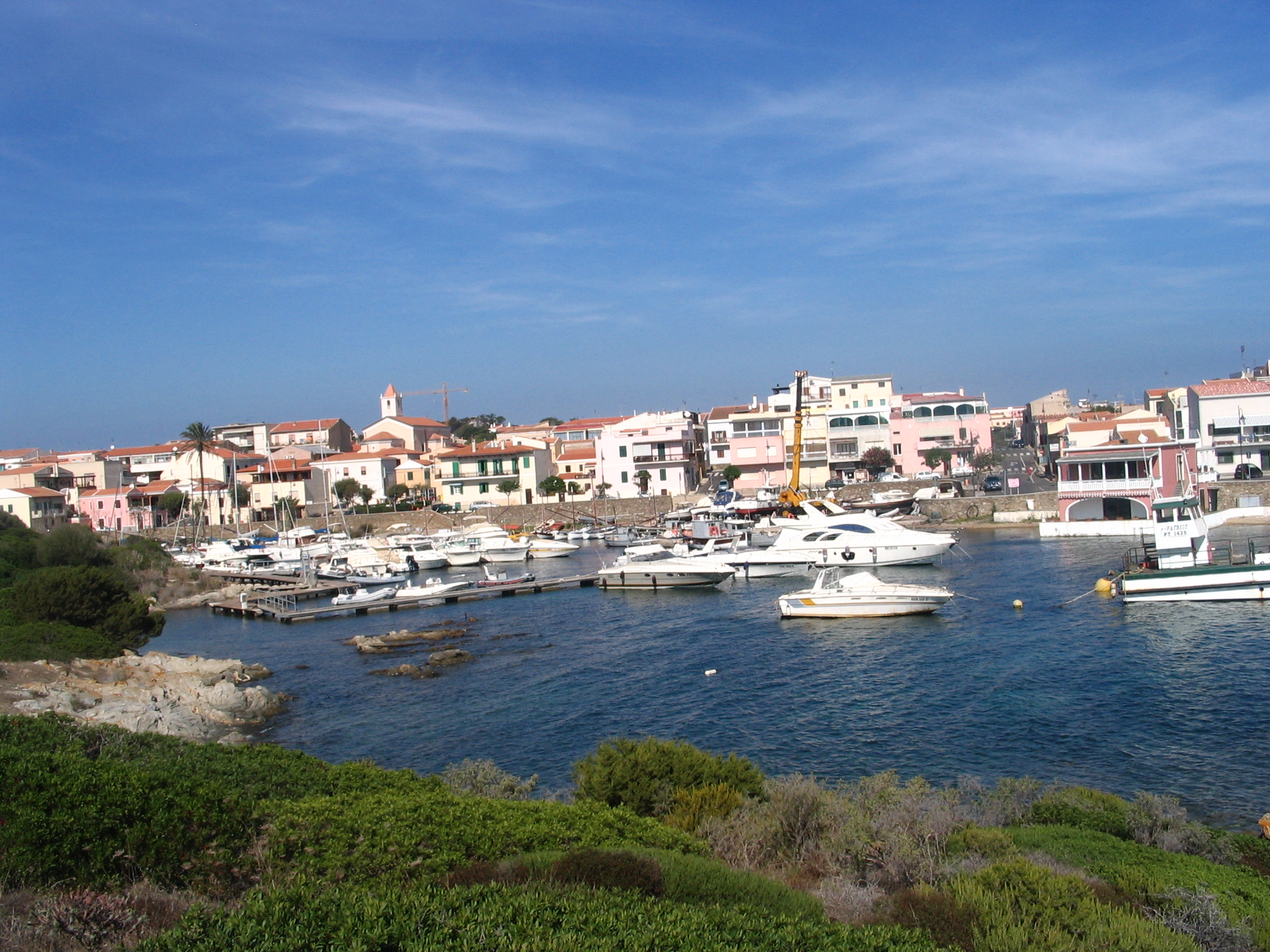
Sporthafen
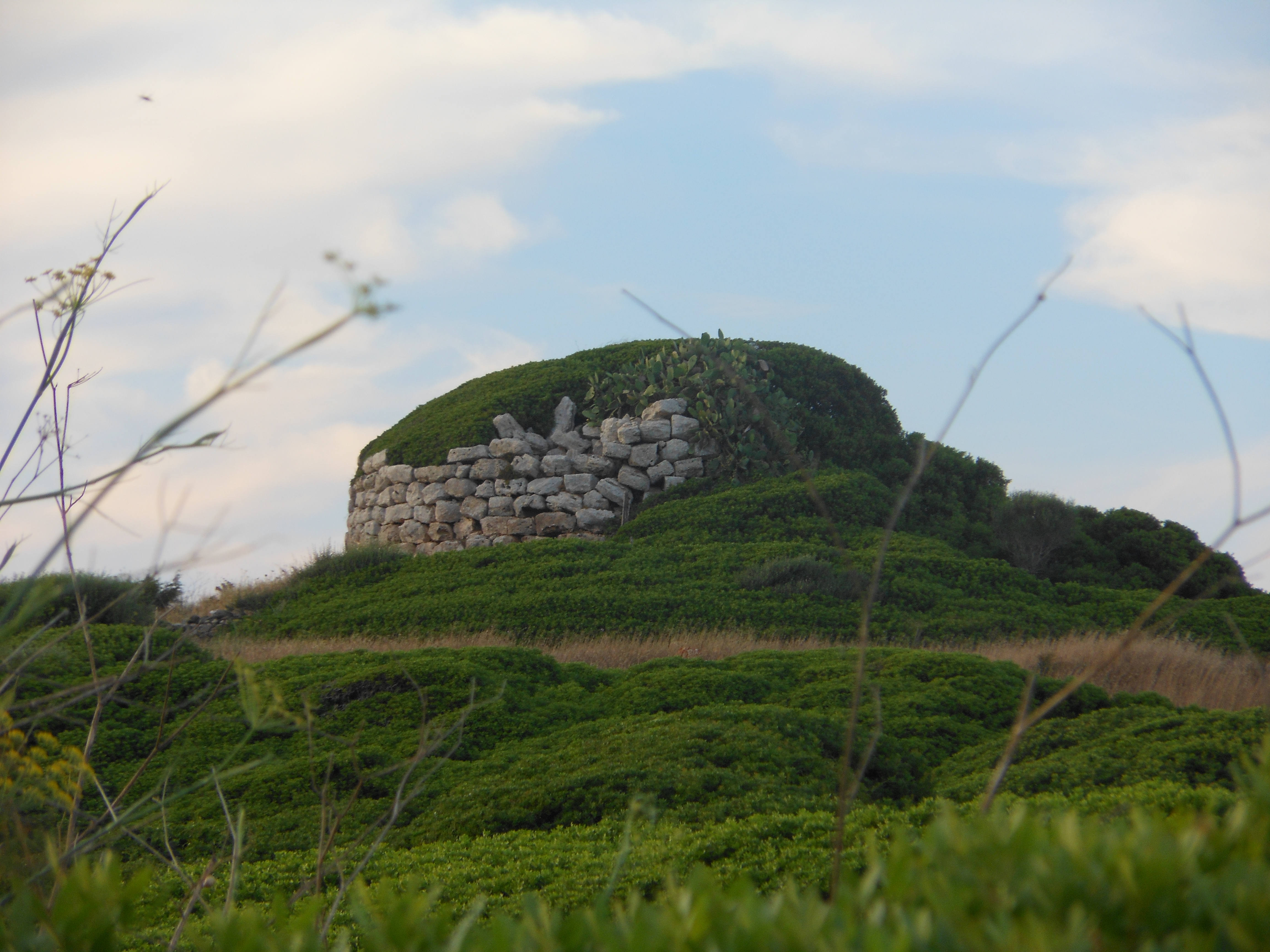
Nuraghe Unia
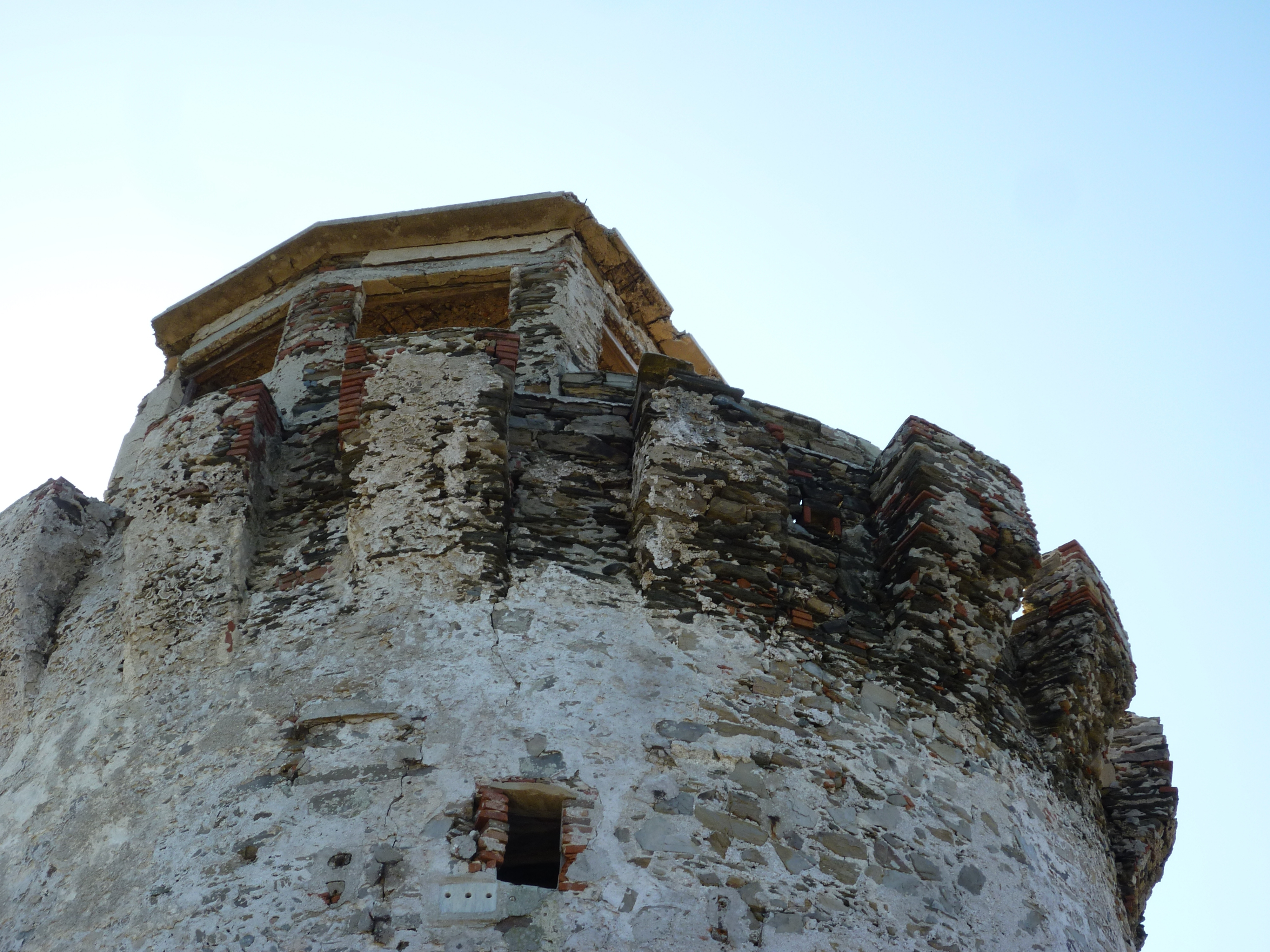
Torre del Falcone
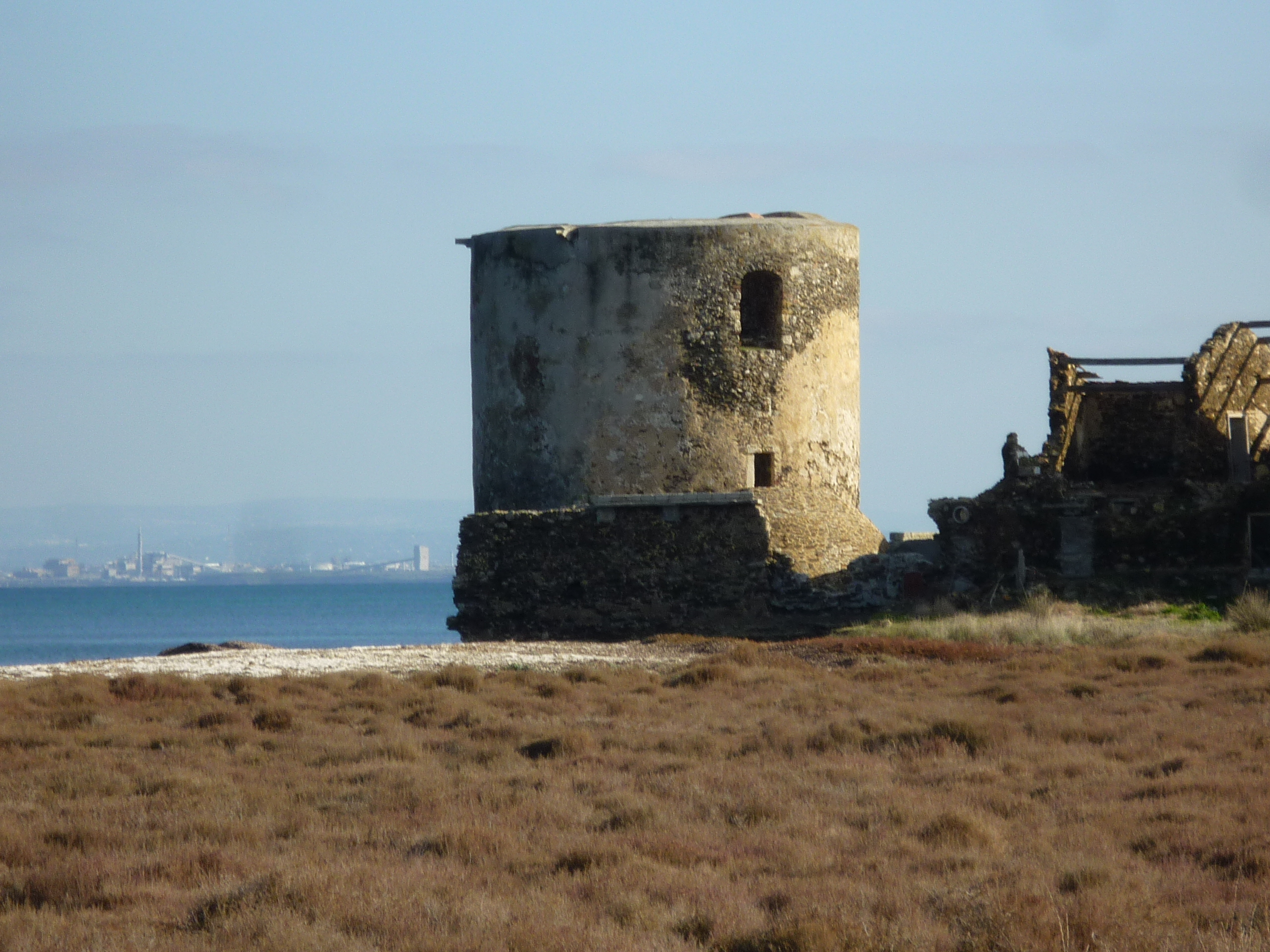
Torre delle Saline